# Daniel Berthiaume
Daniel J. Berthiaume (Kanada, Québec, Longueuil, 1966. január 26. –) profi jégkorongozó.

## Pályafutása játékosként
Komolyabb junior karrierjét a QMJHL-es Drummondville Voltigeursben kezdte 1983–1984-ben. A következő szezonban csak három mérkőzésen játszott ebben a csapatban mert átkerült a szintén QMJHL-es Chicoutimi Sagueneensbe és 1985-ben őt választották meg a QMJHL rájátszás legjobb játékosának. A Memorial-kupa döntőben kikaptak 6–1-re a WHL-es Prince Albert Raiderstől. 1986-ban fejezte be a junior karrierjét. Az 1985-ös NHL-drafton a Winnipeg Jets választotta ki a harmadik kör 60. helyén. 1985–1986-ban már jégre lépett az NHL-ben egy rájátszás mérkőzésen. A következő idényben hét mérkőzést az AHL-es Sherbrooke Canadiensben töltött, majd felkerült a Winnipeg Jetsbe. 1987–1988-ban 56 mérkőzésen védte a Winnipeg Jets hálóját. 1988–1989-ben leküldték az AHL-es Moncton Hawksba, de azért kilenc mérkőzést végig játszott a Winnipegben. Az 1989–1990-es szezonban a Jets 24 mérkőzés után elcserélte őt a Minnesota North Starsszal ahol mindössze öt meccsen szerepelt. A következő idényt már a Los Angeles Kingsben töltötte, majd az 1991–1992-es szezon közben átigazolt a Boston Bruinsba, ahol nyolc mérkőzésen lépett jégre. 1992–1993-ban átment Európába az osztrák bajnokságba a Graz EC csapatába, de még ebben az idényben visszatért az NHL-be, az Ottawa Senatorsba. A következő szezonban játszott az AHL-es Prince Edward Island Senatorsban, a szintén AHL-es Adirondack Red Wingsben és egy mérkőzés erejéig magára ölthette az Ottawa Senators mezét. 1994–1995-ben játék lehetőséget kapott az ECHL-es Wheeling Thunderbirdsben, a szintén ECHL-es Roanoke Expressben, az AHL-es Providence Bruinsben és az IHL-es Detroit Vipersben. A következő bajnoki szezont a Roanoke Expressben és a Detroit Vipersben játszotta le. 1996–1997-ben csak a WPHL-es Central Texas Stampedeben játszott. 1998–2002 között a Roanoke Express csapat tagja volt. 2002–2004 között az ECHL-es Greensboro Generalsban szerepelt. Utolsó idényében (2004–2005) az UHL-es Port Huron Beaconsben játszott majd a szezon végén visszavonult.

## Edzőként
Az UHL-es Roanoke Valley Vipers edzője volt 2005–2006-ban, de a csapatnak katasztrofális eredményei miatt távoznia kellett.

## Díjai
- QMJHL Első All-Star Csapat: 1985
- Jacques Plante-emlékkupa: 1985
- QMJHL MVP: 1985
- WPHL Első All-Star Csapat: 1997
- WPHL Legjobb Kapusa: 1997
- ECHL Második All-Star Csapat: 2000